# 대한민국 헌법 제9장
대한민국 헌법 제9장 경제는 대한민국 헌법에서 경제에 대하여 기술하고 있는 장이다.

## 구성
- 제119조 경제질서의 기본과 경제 규제 및 조정
- 제120조 천연자원의 수취·개발 또는 이용의 허가, 국토와 자원의 보호
- 제121조 소작제도의 금지와 임대차 및 위탁 경영
- 제122조 국토 이용 및 개발과 보전
- 제123조 농·어촌의 종합 개발과 중소기업의 보호·육성
- 제124조 소비자의 보호
- 제125조 대외무역의 육성과 규제 및 조정
- 제126조 사기업의 국·공유화 및 통제 등의 금지
- 제127조 과학기술의 발전과 국가 표준 제도

## 같이 보기
- 대한민국의 헌법
- 시장경제
- 사회적 시장경제
- 사유재산